# گردباد (فیلم ۱۹۹۶)
گردباد (انگلیسی: Twister) یک فیلم حماسی و فاجعه آمریکایی به کارگردانی یان ده بونت است که در تاریخ ۱۰ مه ۱۹۹۶ در سینماها اکران شد. این فیلم اولین فیلمی است که به صورت دی‌وی‌دی در ایالات متحده منتشر شد.
این فیلم در سراسر جهان ۴۹۵ میلیون دلار فروخت و دومین فیلم پرفروش سال ۱۹۹۶ شد. حدود ۵۴ میلیون بلیت در ایالات متحده فروخت. به‌طور کلی نقدهای مثبتی از منتقدان دریافت کرد و نامزد جایزه اسکار بهترین جلوه‌های بصری و بهترین صدا شد. دنباله‌ای به نام گردبادها برای اکران در ژوئیه ۲۰۲۴ برنامه‌ریزی شده‌است.

## خلاصه داستان
دکتر جوآن تورنتن هاردینگ (هلن هانت) در اوکلاهما با همسر سابقش، بیل هاردینگ (بیل پاکستون)، یک تعقیب‌کننده سابق طوفان که مجری برنامه هواشناسی تلویزیون است، برخورد می‌کند. جو یک هواشناس شیفته گردباد است که تیمی از تعقیب‌کنندگان طوفان را رهبری می‌کند. آنان دربارهٔ گردبادهای عظیم تحقیق می‌کنند؛ گردبادهایی که نزدیک به بیست سال قبل هنگامی که جوآن پنج ساله بود، پدرش را به کام خود فرو برده بود. جوآن به همراه بیل (که محبوبه‌اش، ملیسا او را همراهی می‌کند) تصمیم دارند برای ثبت مشخصات گردباد، گردبادسنج‌های کوچکی را درون آن قرار دهند. اتومبیل جوآن توسط گردبادی معمولی نابود می‌شود و او به اجبار با بیل هم سفر می‌شود. ملیسا که نمی‌تواند زندگی خود را با زندگی در دل طبیعت هم‌ساز کند، بیل را ترک می‌کند. بیل و جوآن سوار بر اتومبیل به دل بزرگ‌ترین گردباد دوران اخیر می‌زنند و گردبادسنج را در دل آن قرار می‌دهند.

## بازیگران
- هلن هانت
- بیل پکستون
- جیمی گرتز
- کری الویس
- فیلیپ سیمور هافمن
- لوئیس اسمیت
- آلن راک
- تاد فیلد
- جرمی دیویس
- زک گرینیر
- الکسا وگا
- آنتونی رپ
- ریچارد لاینبک
- آن-ماری مارتین

## جوایز
این فیلم کاندیدای ۲ اسکار (کاندیدای اسکار بهترین جلوه‌های ویژه-کاندیدای اسکار بهترین صدا) در سال ۱۹۹۷ شد.